# Борухович, Иче
И́че Борухо́вич (Исаак Борисович Борухович, в русском издании его сочинений Исаак Борисович Борисов; 1923, д. Городец, Рогачевский район, Белоруссия — 1972, Москва) — советский поэт и спортивный очеркист.

## Биография
Окончил учительский институт в 1940 г. в Рогачёве, работал учителем в еврейском местечке Стрешин.
Участник Великой Отечественной войны. В годы войны был начальником личной радиостанции известного советского военачальника генерала армии Н. Ф. Ватутина. Демобилизовавшись, поселился в Москве.
В 1950—1970-х годах работал в административном аппарате Союза писателей СССР. Работал в издательстве «Советский писатель».
Похоронен на Введенском кладбище (29 уч.).

## Творчество
Борухович начал печататься в 1936 году. Стихи писал на идиш, спортивные очерки и репортажи — на русском языке.
Опубликовал три книги стихов на идиш: «Афн гринэм брэг» («На зелёном берегу», 1941), «Ин а гутэр шо» («В добрый час», 1947), «Бам шайтэр фун йорн» («У костра лет», 1974, посмертное собрание стихов за все годы творчества). Мастер короткого стихотворения (миниатюры). Основные мотивы творчества — «военная» лирика, философские размышления о современности. Несколько книг стихов опубликовано в переводе на русский язык.
Кроме поэтического творчества на языке идиш, Иче Борухович (под псевдонимом Исаак Борисов) выпустил несколько книг спортивных очерков на русском языке, посвященных тяжелоатлетам и борцам. Документальные повести
- Яков Куценко. [Штангист]. - М.: ФиС, 1951. - 100 с.: ил.
- На борцовском ковре. - М.: ФиС, 1956. - 94 с.: ил.
- Богатыри. - М.: ФиС, 1958. - 64 с.: ил.
- Край богатырей. - М.: Сов. Россия, 1961. - 64 с.: ил.
- Книга о силачах. - М.: ФиС, 1962. - 199 с.
- Вес мужества : [О мастерах штанги]. - М.: Сов. Россия, 1964. - 104 с.: ил.
- На ковре - борцы. - М.: ФиС, 1959. - 119 с.: ил.
- О сильных и умелых. - М.: ФиС, 1956. - 85 с.: ил.
- О сильных и умелых. Издание второе, исправленное и дополненное. - М.: ФиС, 1959. - 95 с.: ил.
- Пули идут в цель : [Очерк о чемпионе мира заслуж. мастере спорта, стрелке Н. Калиниченко]. - М.: ДОСААФ, 1955. - 40 с.: ил.
- Путь к силе. - М.: ФиС, 1961. - 87 с.: ил.
- Славой увенчаны : [О тяжелоатлетах и борцах]. - М.: Сов. Россия, 1965. - 108 с.
- Страницы спортивной славы. - М.: ФиС, 1957. - 67 с.: ил.
- Страницы спортивной славы. - М.: ФиС, 1960. - 96 с.: ил.
- У штанги - олимпийские силачи. - М.: Сов. Россия, 1959. - 71 с.: ил.

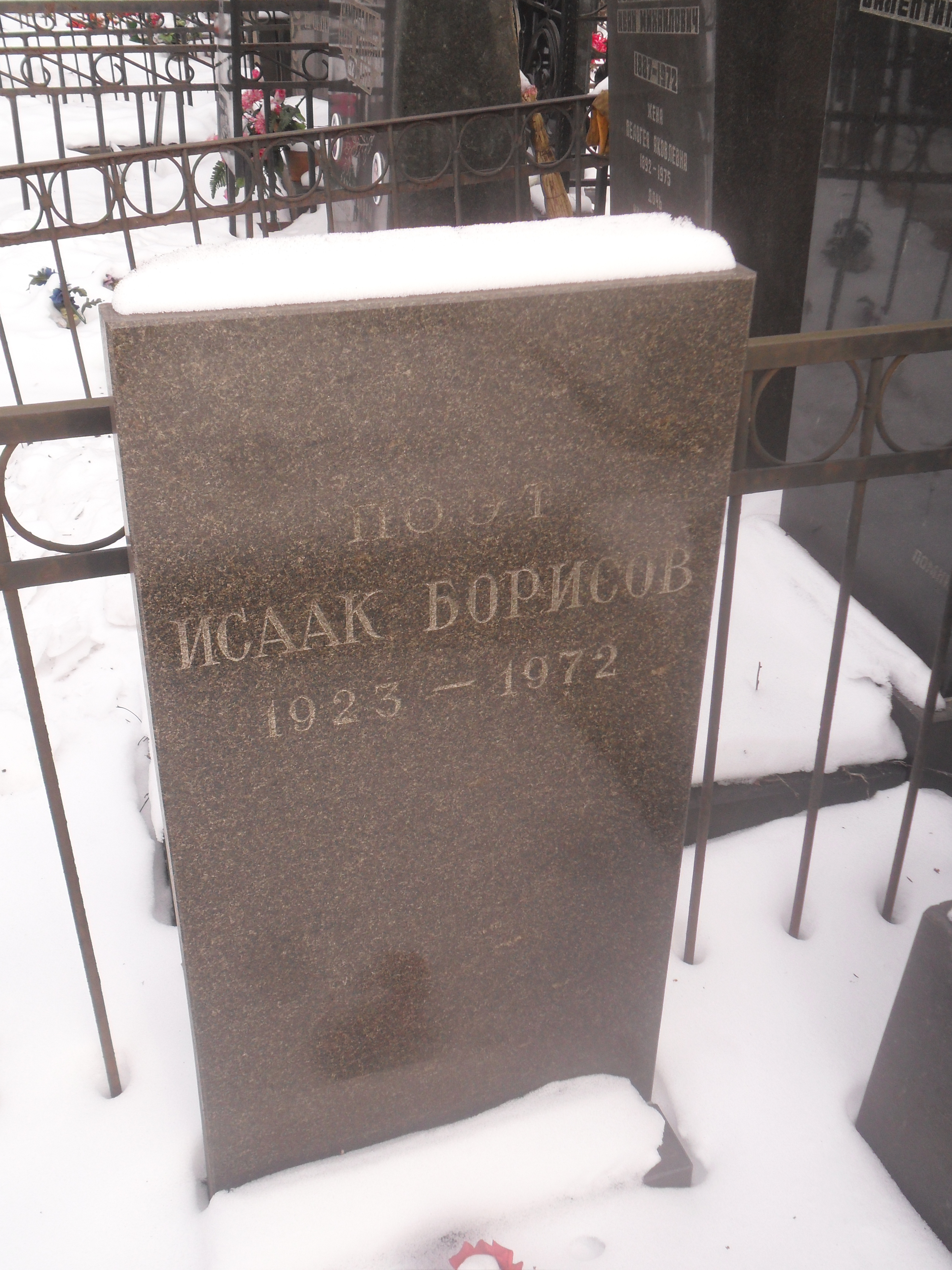
Могила Борисова на Введенском кладбище Москвы.

Был членом редакционной коллегии «Советиш геймланд» со дня основания этого журнала на языке идиш.

### Сборники стихов в переводе на русский язык
Стихи Иче Боруховича переводили на русский язык известные поэты Юлия Нейман, Юрий Левитанский, Римма Казакова, Мария Петровых, Юнна Мориц, Борис Слуцкий и другие.
- Добрый час: Стихи и поэмы / Авториз. пер. с евр. — М.: Сов. писатель, 1962. — 151 с.[2]
- Есть слова: Кн. лирики / Пер. с евр. — М.: Сов. писатель, 1966. — 179 с.
- Триста признаний в любви: Избр. лирика / Пер. с евр.; [Ил.: А. Пушкарев]. — М.: Худож. лит., 1970. — 335 с.
- Эхо тишины: Кн. лирики / Авториз. пер. с евр.; [Ил.: Т. Борисова]. — [М.]: [Сов. писатель], [1971]. — 310 с.

### Книга итоговая
лучшие стихи из сборников «Добрый час», «Есть слова», «Триста признаний в любви», «Эхо тишины», «Одна поздняя осень».
- Исаак Борисов. У костра лет. Авторизованный перевод с еврейского / Художник Я. Днепров[3][4]. [Вступ. статья: Владимир Цыбин. По велению сердца] / — Издательство «Советская Россия», М.: 1974. — 320 с.
- Bam Shayter Fun Yorn. Isak Borisov / Борисов Исаак Борисович. У костра лет (на еврейском языке). Художник Т. И. Борисова. «Советский писатель», М.: 1974. — 480 с.

## Семья
Зять Шмуэля (Самуила) Галкина.
Жена — Эмилия, скульптор, дочь поэта С. З. Галкина. Дочери — Тамара и Елена.